# Niggaz4Life
Niggaz4Life lub Efil4zaggin – ostatni studyjny album rapowego składu N.W.A wydany w 1991 roku.
Płyta została nagrana kiedy w składzie N.W.A byli Dr. Dre, Eazy-E, MC Ren i DJ Yella. Album został wydany 28 maja 1991 roku nakładem wytwórni Eazy’ego-E Ruthless Records. Mimo iż The D.O.C. nie był oficjalnym członkiem grupy, brał on udział przy powstawaniu płyty jako autor tekstów.

## Lista utworów
1. „Prelude” – 2:27
2. „Real Niggaz Don't Die” – 3:40
3. „Niggaz 4 Life” – 4:58
4. „Protest” – 0:53
5. „Appetite for Destruction” – 3:22
6. „Don't Drink That Wine” – 1:07
7. „Alwayz Into Somethin'” – 4:29
8. „Message to B.A.” – 0:48
9. „Real Niggaz” – 4:27
10. „To Kill a Hooker” – 0:50
11. „One Less Bitch” – 4:47
12. „Findum, Fuckum, and Flee” – 3:55
13. „Automobile” – 3:15
14. „She Swallowed It” – 4:13
15. „I’d Rather Fuck You” – 3:57
16. „Approach to Danger” – 2:45
17. „1-900-2-Compton” – 1:27
18. „The Dayz of Wayback” – 4:15

## Single
- „Appetite For Destruction” (1991)
- „Always Into Somethin” (1991)